# Браньск
Браньск (пол. Brańsk, во время вхождения в состав Российской империи и СССР — Брянск, бел. Бранск, подл. Бранськ, Branśk) — город в Польше, входит в Подляское воеводство, Бельский повят. Имеет статус городской гмины. Занимает площадь 32,43 км². Население — 3844 человека (на 2004 год).

## История
Укреплённое городище древнерусского Брынеска на правом берегу реки Нужец было основано в XII—XIII веках. Город относился к Галицко-Волынскому княжеству, в частности его удельному Дорогичинскому княжеству. Непосредственно к западу от города проходила граница с польскими землями. После разорения в 1241 году татарами Брынеск подпал под власть князей литовских. Упомянут в летописном «Списке русских городов дальних и ближних» как волынский город. Статус города получил 18 января 1493 года. 
В 1493 году Браньску дано Магдебургское право, и в 1507 году он был отдан в пожизненное владение вдове князя литовского Александра, Елене. 
В 1569 году в Браньске, как поветовом (уездном) городе, учрежден земский суд и собиралась шляхта всей Бельской земли для выбора депутатов в главный сейм до 1768 года. 
В период войн Яна Казимира со шведами, в середине XVII века, Браньск сильно пострадал; но окончательный его упадок начался после Северной войны, в начале XVIII века. 
После третьего раздела Речи Посполитой Браньск достался Пруссии и сделан был уездным городом; по присоединении же Белостокской области к Российской империи обращен в 1808 году в заштатный город. 
В результате присоединения Западной Белоруссии к СССР в 1939 году вошёл в состав Белорусской ССР, получил статус посёлка городского типа и стал центром Брянского района Белостокской области. 
В 1944 году посёлок и район были возвращены в состав Польши.